# Ophion areolatus
Ophion areolatus es una especie de insecto del género Ophion, familia Ichneumonidae.
Fue descrito por primera vez en 1899 por Cameron.